# The Boy Who Talked to Badgers
Pour plus de détails, voir Fiche technique et Distribution.
The Boy Who Talked to Badgers est un téléfilm américain réalisé par Gary Nelson, adapté du roman La Rencontre (Incident at Hawk's Hill) d'Allan W. Eckert. Produit par Walt Disney Productions, il est diffusé sur NBC  en deux épisodes dans l'émission Le Monde merveilleux de Disney les 14 et 21 septembre 1975.
Le projet débute en 1974 sous le titre Incident at Hawk's Hill.

## Fiche technique
- Titre : The Boy Who Talked to Badgers
- Réalisation : Gary Nelson
- Scénario : Sheldon Stark
- Production : James Algar
- Pays d'origine : États-Unis
- Genre : aventure
- Date de première diffusion : 14-21 septembre 1975

## Distribution
- Christian Juttner : Benjy
- Carl Betz : Will MacDonald
- Salome Jens : Esther MacDonald
- Denver Pyle : Ben adulte
- Robert Donner : Burton